# Erich Maas
Pour les articles homonymes, voir Erich et Maas.
Erich Maas est un ancien international de football allemand, né à Prüm le 24 décembre 1940, puis naturalisé français en 1973.  Il évoluait au poste d'ailier gauche. Marié en 1964 à Gabriela Hollender, il fut formé comme pâtissier avant de devenir footballeur professionnel.

## Biographie
Sélectionné à trois reprises en équipe d'Allemagne entre 1968 et 1970, champion d'Allemagne avec l'Eintracht Braunschweig en 1967, il n'est pas retenu pour la Coupe du monde 1970. 
Il quitte la Bundesliga à 30 ans, après avoir disputé seulement six rencontres avec le Bayern de Munich, pour rejoindre le FC Nantes durant la saison 1970-71. 
Maas inscrit 16 buts pour Nantes lors de la saison 1971-1972, et se voit sacré champion de France avec le FCN à l'issue de la saison suivante.
Après une fin de carrière au FC Rouen et au Paris FC, Erich Maas poursuit une carrière amateur en Moselle, au CS Stiring-Wendel en 3e division française d'abord, puis comme entraîneur-joueur du FC Sarrebourg en Division d'Honneur.

## Carrière professionnelle
- 1963-1964 : 1. FC Sarrebruck ( Allemagne)
- 1964-1970 : Eintracht Brunswick ( Allemagne)
- 1970-1971 : Bayern Munich ( Allemagne)
- 1970-1975 : FC Nantes ( France)
- 1975-1976 : FC Rouen ( France)
- 1976-1977 : Paris FC ( France)[1]

## Palmarès
- Champion d'Allemagne en 1967 avec l'Eintracht Braunschweig
- Champion de France en 1973 avec le FC Nantes
- Finaliste de la Coupe de France en 1973 avec le FC Nantes
- 3 sélections en équipe d'Allemagne de 1967 à 1970

## Statistiques
Coupes d'Europe :
- 2 matchs en Ligue des Champions
- 5 matchs et 1 but en Coupe de l'UEFA

Championnats :
- 208 matchs et 44 buts en Bundesliga
- 150 matchs et 43 buts en Division 1
- 52 matchs et 17 buts en Division 2